# The Cry of Reason - Beyers Naude: An Afrikaner Speaks Out
The Cry of Reason - Beyers Naude: An Afrikaner Speaks Out è un documentario del 1988 diretto da Robert Bilheimer candidato al premio Oscar al miglior documentario.